# Поликарпова, Анастасия Валерьевна
Анастасия Валерьевна Поликарпова (12 сентября 1992 года, Москва, Россия) — российская самбистка и дзюдоистка, чемпионка и призёр чемпионатов России по дзюдо, призёр чемпионатов России по самбо, чемпионка Европы по самбо, мастер спорта России международного класса. Родилась и живёт в Москве. Выступает за спортклуб «Шаболовка». Тренируется под руководством Н. В. Коржавина.

## Спортивные результаты

### Дзюдо
- Чемпионат России по дзюдо 2014 — ;
- Чемпионат России по дзюдо 2017 — ;
- Чемпионат России по дзюдо 2018 — ;
- Чемпионат России по дзюдо 2019 — ;
- Чемпионат России по дзюдо 2021 — ;
- Чемпионат России по дзюдо 2024 — ;

### Самбо
- Чемпионат России по самбо 2017 — ;
- Чемпионат России по самбо 2018 — ;
- Чемпионат России по самбо 2021 — ;
- Чемпионат России по самбо 2025 — ;